# Трафанковская, Дорота
Дорота Трафанковская (пол. Dorota Trafankowska; род. 1953, Познань) — польская гимнастка, чемпионка Польши 1971 года.

## Биография
Уроженка Познани. Родилась в семье Мирослава Трафанковского.
Воспитанница познанской школы художественной гимнастики, основанной Вандой Скрыждлевской в 1963 году. В 70-80-е годы это была лучшая гимнастическая школа в стране, её представительницы побеждали на национальных первенствах практически беспрерывно (до победы Трафанковски три года кряду выигрывала Гражина Боярская, а следом после Ядвига Хаммерлинг и Люцина Червинская). На чемпионате мира 1969 года в Варне Трафанковская заняла 28-е место в индивидуальном многоборье, пропустив вперёд Боярскую, но ненамного опередив Алину Боско. В общем зачёте польки оказались на предпоследнем месте. В 1971 году, представляя клуб «Энергетик» из Познани, Дорота завоевала титул чемпионки Польши по художественной гимнастике.
Она также снялась в клипе «Её портрет» (пол. Jej portret) на песню Богуслава Меца, одного из самых популярных исполнителей страны тех лет.
После окончания карьеры Дорота Трафанковская (в замужестве Кованек) проживает в США.